# Porównanie
Porównanie, comparatio (w niektórych kontekstach także similitudo) – dwuczłonowa konstrukcja semantyczna, w której cechy przedmiotu lub zjawiska (czyli tego, co porównujemy, comparandum) do scharakteryzowanego w członie pierwszego słowa zostają uwydatnione przez wskazanie na jego podobieństwo do przedmiotów lub zjawisk scharakteryzowanych w członie naszego pierwszego słowa (czyli tego, do czego porównujemy, comparans). Oba człony połączone są charakterystycznymi dla danego języka wyrażeniami – w języku polskim są to wyrażenia jak, jakby, jak gdyby, na kształt, niby, podobny, na podobieństwo itp., występujące przed comparansem, przy czym często są one uzupełniane występującymi przed comparandum wyrażeniami tak, tako itp. Kolejność członów comparndum i comparansa w języku polskim i wielu innych jest dowolna. Comparandum i comparans muszą więc posiadać wspólną cechę semantyczną, zwaną tertium comparationis, która stanowi podstawę i motywację porównania.

## Budowa porównania
Budowa porównania jest prosta, jej dokładne zrozumienie ma jednak kluczowe znaczenie dla zrozumienia bardziej złożonego pojęcia metafory oraz ułatwia zrozumienie miejsca porównania wśród figur retorycznych.
Ogólną budowę porównania przedstawia schemat:
X jest jak Y pod względem Y(1)
X oznacza tu to, co chcemy porównać, Y przedmiot, któremu przysługuje cecha, którą chcemy przypisać X, zaś Y(1) samą tę cechę, zwaną tertium comparationis. Cechę tę można wprawdzie (zwłaszcza w porównaniach utartych) opuścić bez szkody dla konstrukcji porównania, np. zamiast „jesteś głupi jak osioł”, mówiąc „jesteś jak osioł”. Wyrażone explicite tertium comparationis może znaleźć się po obu stronach porównania – można powiedzieć „lud jest głupi i nieporadny jak dziecko”, ale można powiedzieć też „lud jest jak dziecko, głupi i nieporadny”.
Tertium comparationis (łac. „trzecia (część) porównania”) to wspólna jakość przynależna obu porównywanym przedmiotom, stanowiąca motywację porównania. Czasem tertium comparationis ma charakter oczywisty, łatwo uchwytny, dostosowany do językowych nawyków odbiorcy komunikatu – w sytuacjach takich mówi się nieraz o „utartym porównaniu” (np. „biały jak śnieg”). Kiedy indziej wspólnota znaczeniowa między członami porównania jest przez nie narzucona arbitralnie – ma to miejsce szczególnie w poezji, zwłaszcza XX-wiecznej.

## Porównanie jako figura retoryczna
Arystoteles w Retoryce uznaje porównanie za odmianę metafory, tyle tylko, że opatrzonej spójnikiem „jak” [ArRh III, 4; 1406b 20-25], i jest to w retoryce rozumienie porównania podstawowe i najbardziej klasyczne. Jako odmiana metafory porównanie jest więc dla Arystotelesa nie figurą właściwą, ale tropem. Z tego rozumienia porównania można z kolei wysnuć wniosek, że metafora jest po prostu skróconym porównaniem – Kwintylian ujmuje go w znaną formułę „metaphora brevior est similitudo” [QuintIst VIII, 6, 8]. Teoria metafory jako skróconego (pozbawionego tego spójnika) porównania jest jednak mimo klasyczności bardzo sporna. Wysuwa się przeciw niej argumentację, że nie z każdego porównania da się ukuć jakąś metaforę – np. żadnej metafory nie da się wyprowadzić z porównania typu „X jest większy niż Y”.
W klasycznym podziale amplificatio – uwypuklenia, uczynienia wyraźnym i dobitnym – comparatio występuje obok incrementum (powiększenia, stopniowania, powtórzenia), ratiocinatio (wniosku, domysłu, uwypuklenia jako przymuszenia słuchacza do domyślnej aktywności) i congeries (dosł. „stos”, uwypuklenia przez nagromadzenie wyrażeń synonimicznych). Comparatio ma w tym podziale znaczenie węższe od podstawowego – jest to porównanie jako zestawienie pozwalające uwypuklić wyższość i ważność własnej tezy, zbliżone przez to do argumentum a minore ad maius.
Tzvetan Todorov dzieli figury retoryczne na anomalie i figury właściwe. Tak anomalie, jak i figury właściwe dzieli z kolei na cztery kategorie: anomalie/figury dźwięku-znaczenia, składni, semantyki i znaku-przedmiotu odniesienia. Porównanie uznaje za figurę semantyki, razem z retroakcją, gradacją, antytezą i expolitio. Podział anomalii i figur opiera się na kategoriach gramatycznych – porównanie jako anomalia semantyczna nie opiera się więc na relacji dźwięku do sensu, na składni ani na relacji znaku do przedmiotu odniesienia, ale na znaczeniu. Z kolei podział na anomalie i figury opiera się na tym, że anomalie naruszają pewne reguły gramatyczne których zakres wyznacza pierwszy podział, figury zaś reguły te wzmacniają. Ostatecznie więc porównanie opiera się na wzmocnieniu pewnych reguł znaczeniowych – czyli na wzmocnieniu znaczenia wspólnego dla obu członów porównania. Jak zauważa Jerzy Ziomek, prócz wzmocnienia reguły znaczeniowej następuje tu jednak zarazem pewne jej osłabienie. O ile – kierując się tym, że podział anomalii i figur opiera się u Todorova na kategoriach gramatycznych – uznać jego anomalie i figury za odpowiedniki tropów i figur, odchodzi on od klasycznej wizji porównania jako tropu.
O wiele bardziej skomplikowana jest taksonomia tzw. retoryków z Liège zwanych też „grupą μ”. W Rhétorique génénale par le Groupe μ (Paris 1970) przedstawili oni projekt jednolitego, wspólnego ujęcia wszystkich kategorii retoryki i poetyki w odniesieniu do operacji gramatycznych – zerwali więc z pojęciem tropu i figury, wszystkie te operacje grupując w jedną kategorię metaboli. Wszelkie metabole dzielą się na metaplazmy (operacje morfologiczne i fonetyczne), metataksy (operacje syntaktyczne), metasememy (operacje semantyczne) i metalogizmy (operacje logiczne). Metplazmy, metataksy i metasememy mają charakter gramatyczny, jako że odnoszą się do kodu językowego, metalogizmy nie mają charakteru gramatycznego, ale logiczny, jako że odnoszą się do przedmiotu odniesienia (rozumianego jako relacja między znakiem a jego odniesieniem); zarazem metaplazmy i metataksy mają charakter ekspresyjny, zaś metasememy i metalogizmy treściowy. Te cztery kategorie metabol mogą z kolei przybrać cztery charaktery: suppresion (odłączenia elementu, zbliżonego do klasycznej detrakcji), adjonction (przyłączenia elementu, zbliżonego do klasycznej adiekcji), suppresion-adjonction (przesunięcia elementu poza tekst lub wprowadzenia do niego czegoś z zewnątrz, odpowiadającego klasycznym figurae per transmutationem) i permutation (immutacji elementu, odpowiadającej klasycznym figurae per immutationem). W podziale tym mieści się porównanie jako metasemem o charakterze suppression, dzielący ten charakter z synekdochą i metaforą – ale wyłącznie z metaforą in praesentia, podczas gdy metafora in absentia jest odmiennym rodzajem metaboli. Porównanie jest więc odnoszącą się do treści operacją na znaczeniu, mającą charakter przyłączenia jednego elementu do drugiego, przy czym przyłączenie to jest tylko częściowe (partielle) – charakter przyłączenia całkowitego (compléte) ma natomiast asemia.
Wzięte w nieco odmiennym od podstawowego znaczeniu pojęcie porównania pojawia się także w teorii exemplum. Retoryka przeciwstawia sobie bowiem podobieństwo i porównanie, przy czym w ściślejszym ujęciu nie jest to przeciwstawienie podobieństwa i porównania, ale przeciwstawienie sobie dwóch odmian toposów, tj. locus a simili (locus ex similibus, łac. miejsce z podobieństwa) i locus a comparatione (łac. miejsce z porównania). Locus a comparatione to zestawienie tego co mniejsze z tym co większe i na odwrót, zaś locus a simili jest wyprowadzone z równorzędności przedmiotów, którym przypisuje się podobieństwo. Rozróżnienie to opisuje Kwintylian [QuintIst V 10, 87]. Służy ono do wyjaśnienia stosunku metafory do metonimii i synekdochy.

## Porównanie jako środek stylistyczny
Zestawienie dwóch zjawisk ze względu na pewną wspólną im cechę. Występuje w nim połączenie spójnikami: jak, jakby, niby, gdyby, na kształt.
zmierzch jak tłumy cieni
gorąco jak w piecu

## Porównanie homeryckie
Porównanie homeryckie to rodzaj porównania poetyckiego, które jest bardzo rozbudowane i stanowi pewną samodzielną całość wobec reszty utworu. Mimo że porównania homeryckie pochodzą ze starożytnej poezji epickiej, występują także w liryce i epice pisanej prozą. W literaturze współczesnej pojawiają się o wiele rzadziej niż w literaturze dawnej.

### Budowa porównania homeryckiego
Jak każde porównanie, porównanie homeryckie (inaczej homerowe) składa się z dwóch członów – drugi z nich (następujący po spójniku jak, jako, jak gdyby itp.) jest w porównaniu homeryckim obszernym, rozwiniętym obrazem, często stanowiącym samodzielny epizod fabuły utworu o dygresyjnym charakterze. Charakterystyczną cechą porównania homeryckiego jest także to, że niejednokrotnie przedstawia ono zachowania ludzi (lub, rzadziej, czynności przedmiotów) w zestawieniu z zachowaniami zwierząt lub zjawiskami przyrodniczymi. Przykładem porównania homeryckiego posiadającego tę cechę może być następujący ustęp Iliady:

A lud się gromadził
niby rozliczne, skłębione złocistych pszczół gęste roje,
co z wydrążonej pieczary skalistej bez przerwy wzlatują
i zawisają gronami na barwnych kwiatach wiosennych,
tłumnie bujając, te w jednej, a tamte znów w drugiej stronie –
tak od okrętów tłum liczny i od namiotów podążał
wzdłuż wysokiego wybrzeża, oddział za zbrojnym oddziałem
(Homer, Iliada, ks. II, przekład Kazimiera Jeżewska)

lub fragment Ogniem i mieczem Henryka Sienkiewicza:

Jak dzik otoczony broni się białymi kłami i tnie zajadłą psiarnię, tak ów tabor wśród chmary tatarskiej bronił się z rozpaczą i nadzieją, że z obozu pomoc większa od Wierszułłowej im przyjdzie.

Wiele rozbudowanych porównań opartych na paralelizmie członów bywało nieściśle utożsamianymi z periodami. Nie wszystkie porównania spełniają jednak cechy formalne periodu. Nie należy też wszystkich długich porównań uznawać za homeryckie – nie są nimi porównania długie, ale niemające charakteru fabularnego ani niestanowiące rozbudowanego obrazu, jak np. fragment Psalmu 42:

Jako łania pragnie
wody ze strumieni,
tak dusza moja pragnie
Ciebie, Boże.

### Porównanie homeryckie w literaturze oralnej
Porównania homeryckie występują bardzo często w literaturze oralnej, zwłaszcza w epice ludowej i zbliżonych do niej eposach Homera, od których pochodzi nazwa porównania homerowego. Przykładem może być ustęp Iliady:

Jak kiedy wichr południowy ze wschodnim uderzą na siebie
i wysokimi targają drzewami na leśnej polanie,
dębem, jesionem czy pniem dereniu, co korę ma gładką,
długie zasię gałęzie z łomotem biją okrutnym
jedna w drugą i trzask się rozlega łamanych konarów –
tak Achajów i Trojan zastępy runęły na siebie.

### Porównanie homeryckie jako element stylizacji
Także w nowszej epice występują porównania homerowe – mają one w nich budować nastrój podniosłości typowy dla dawniejszych epopei, są więc swojego rodzaju archaizacją stylistyczną. Częste są np. w Panu Tadeuszu. To, że porównanie homeryckie zaczęło pełnić funkcje stylizacyjne, jest możliwe dzięki temu, że z biegiem czasu stawało się ono coraz rzadziej stosowane, aż wreszcie nabrało waloru archaiczności.
Funkcje stylistyczne porównań homeryckich bywają jednak różne, można je rozpoznać dopiero poprzez analizę konkretnego utworu. Nie zawsze jednak porównania homeryckie mają stanowić element stylizacji na epos starożytny. Często przeciwnie, mają one wywołać efekt komiczny – zwłaszcza jeśli są zbyt długie, nadmiernie wyszukane, zestawiają czynności błahe, niskie i codzienne. Szczególnie często porównania homeryckie stosuje się dla uzyskania efektu komicznego w poematach heroikomicznych – przykładem może być fragment Monachomachii Ignacego Krasickiego:

Jako po smutnej chwili, która mroczy,
W pierwszym świtaniu rumienią się zorze,
Uwiędłe ziółka wdzięczna rosa mroczy
I rzeźwi kwiatki w tak przyjemnej porze –
Wyiskrzyły się przewielebne oczy
Po słodko-dzielnym wódczanym likworze